# Kap Waldron
Kap Waldron ist ein eisbedecktes Kap im ostantarktischen Wilkesland, unmittelbar westlich des Totten-Gletschers. Es trennt die Budd-Küste im Westen von der Sabrina-Küste im Osten.
Der US-amerikanische Kartograph Gardner Dean Blodgett kartierte es 1955 anhand von Luftaufnahmen der United States Navy, die während der Operation Highjump (1946–47) unter der Leitung des US-amerikanischen Polarforschers Richard Evelyn Byrd aufgenommen wurden. Das Advisory Committee on Antarctic Names benannte das Kap 1955 nach Richard Russel Waldron (1803–1846), Zahlmeister der Sloop USS Vincennes, Flaggschiff der United States Exploring Expedition (1838–1842) unter der Leitung des US-amerikanischen Polarforschers Charles Wilkes.